# I. e. 396
Évszázadok: i. e. 5. század – i. e. 4. század – i. e. 3. század
Évtizedek: i. e. 440-es évek – i. e. 430-as évek – i. e. 420-as évek – i. e. 410-es évek – i. e. 400-as évek – i. e. 390-es évek – i. e. 380-as évek – i. e. 370-es évek – i. e. 360-as évek – i. e. 350-es évek – i. e. 340-es évek
Évek: i. e. 401 – i. e. 400 – i. e. 399 – i. e. 398 –  i. e. 397 – i. e. 396 – i. e. 395 – i. e. 394 – i. e. 393 – i. e. 392 – i. e. 391

## Események

### Perzsa Birodalom
- A perzsák egyesített perzsa-föníciai-kilikiai-ciprusi 500 hajós flottát állítanak össze az athéni Konon vezetésével és elfoglalják a Spárta által megszállva tartott Rodoszt.

### Görögország
- II. Ageszilaosz spártai király hadi sikereket ér el Kis-Ázsiában Pharnabazosz és Tisszaphernész perzsa szatrapák ellen; utóbbi ellen nagy csatát nyer Szardeisznél. A perzsák három hónapos fegyverszünetet kérnek, majd mivel ez alatt nem sikerül békét kötni, a spártaiak feldúlják Frígiát és nagy zsákmányt szereznek, mert Tisszaphernész Káriában vonta össze csapatait.

### Itália
- A karthágóiak kénytelenek feladni Szürakuszai még i.e. 398-ban kezdett ostromát, de Messzénét elpusztítják. I. Dionüsziosz szürakuszai türannosz első háborúja a punok ellen sikerrel zárul; utóbbiak csak Szicília északnyugati részén tartanak meg néhány várost. A karthágói hadvezér, Himilco hazatértében öngyilkosságot követ el.
- Rómában dictatorrá választják Marcus Furius Camillust. Camillus vezetésével tíz évnyi ostrom után a rómaiak elfoglalják az etruszk Veiit. A hódítással a Róma által ellenőrzött terület duplájára nő.
- Rómában consuli jogkörű katonai tribunusok: Lucius Titinius Pansa Saccus, Publius Licinius Calvus Esquilinus, Publius Maelius Capittolinus, Quintus Manlius Vulso Capitolinus, Gnaeus Genucius Augurinus és Lucius Atilius Priscus.

## Kultúra
- Platón kiadja az Apologiát, Szókratész védőbeszédét.
- Küniszka spártai hercegnő négyesfogata - férfi hajtóval - megnyeri az olimpiai versenyt.

## Születések
- Lükurgosz, athéni államférfi és szónok († i.e. 323)
- Xenokratész, görög filozófus

## Halálozások
- Himilco, karthágói hadvezér

## Fordítás
- Ez a szócikk részben vagy egészben  a(z)   396 BC című angol Wikipédia-szócikk ezen változatának fordításán alapul.  Az eredeti cikk szerkesztőit annak laptörténete sorolja fel. Ez a jelzés csupán a megfogalmazás eredetét és a szerzői jogokat jelzi, nem szolgál a cikkben szereplő információk forrásmegjelöléseként.